# Hypericum globuliferum
Hypericum globuliferum är en johannesörtsväxtart som beskrevs av Robert Keller. Hypericum globuliferum ingår i släktet johannesörter, och familjen johannesörtsväxter. Inga underarter finns listade i Catalogue of Life.